# زيج

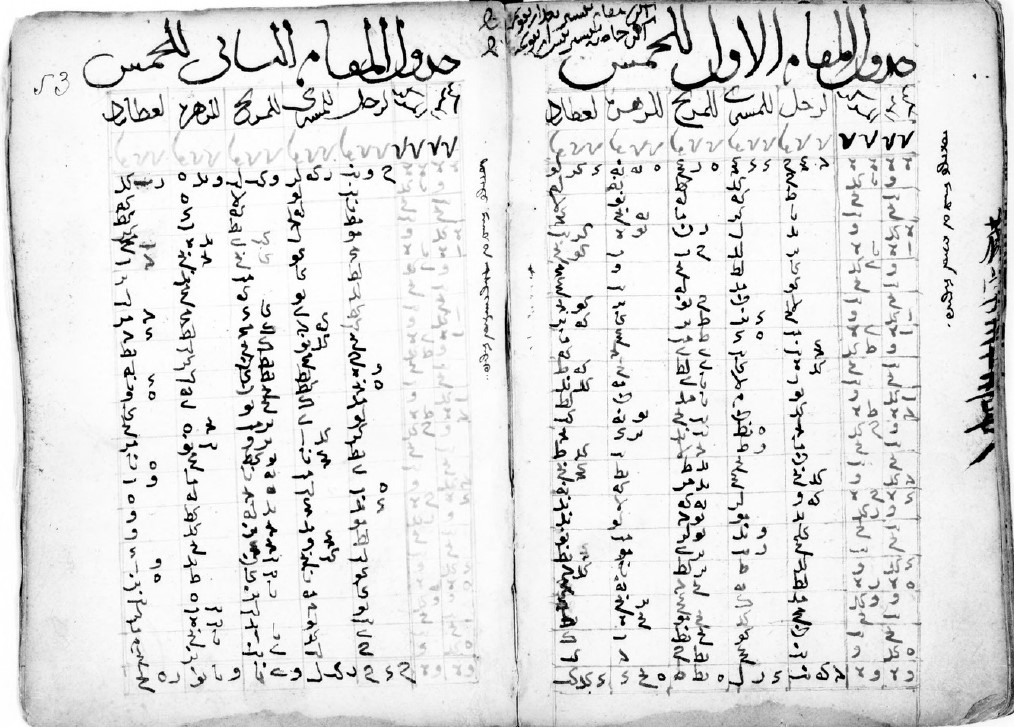
زيج السنجفيني من إنشاء الفلكي السمرقندي خُواجة غازي السَّنْجُفِينِيّ في 1363.

الزيج هو كتاب أو مخطوطة لجداول فلكية، ورث العرب بحثها عن اليونان والسريان وترجموا ما وضع فيه من أزياج وقاموا باختباره عمليا وانتقدوه.
وبدأ علماء الفلك المسلمون في عمل أزياج جديدة لمواقع النجوم وحركاتها، وساعدهم على القيام بهذه المهمة تشييد المراصد ورصد النجوم مستعينين بآلات الرصد الفلكية التي أعدها الأقدمون وبآلات جديدة اخترعها الفلكيون المسلمون.

## أشهر الأزياج
ومن أشهر الأزياج الفلكية تلك الأزياج التي نسبت لصانعيها وهي:
- زيج الفزاري، وهو من أوائل الأزياج العربية، والفزاري هو أول مَن صنع أسطرلابا.
- وزيج الخوارزمي، وقد أنجزه الخوارزمي في خلافة المأمون.
- أزياج المروذي الثلاثة: زيجه المعروف بزيج حسب الحاسب.
- الزيج المأموني على مذهب السند الهند، والزيج الممتحن وهو أشهر أزياجه الثلاثة، وقد أشاد به البيروني في كتبه.
- هناك الزيج الصغير المعروف بالشاه.
- زيج البلخي وقد صنعه أبو زيد البلخي على مذهب الفرس.
- زيج البتاني الذي أثبت فيه البتاني الكواكب الثابتة.
- زيج جمال الدين بن محفوظ البغدادي.
- الزيج الذي صنعه الهمداني وسمى باسمه: زيج الهمداني، وقد اعتمد عليه أهل اليمن.
- زيج كوشيار الجيلي وله زيجان آخران هما: الزيج الجامع، واللامع من أمثلة الزيج الجامع.
- هناك الزيج الشامل للبوزجاني.
- الزيج الكبير الحاكمي لابن يونس.
- الزيج السنجري للخازن.
- الزيج الملكشاهي لعمر الخيام.
- الزيج الشاهي لركن الدين خورشاه، وقد لخصه اللبودي وسماه: الزيج الزاهي.

وهناك أزياج أخرى كثيرة وضعها علماء مسلمون آخرون لا إبداع يذكر فيها فقد كانت شروحا أو تعليقات أو اختصارات مدرسية، وأشهر الأزياج على الإطلاق التي وضعها الفلكيون المسلمون الزيج الإيلخاني لأولغ بك.

## الزيج الإيلخاني
وكان هذا الزيج ثمرة كبرى لأعمال نصير الدين الطوسي الفلكية في مرصد سمرقند وهو مرتب على أربعة مقالات:
- حسب التواريخ.
- حسب سير الكواكب ومواضعها طولا وعرضا.
- حسب أوقات مطالع النجوم.
- حسب باقي أعمال النجوم الأخرى.

وقد أصلح هذا الزيج ما كان قبله من نقص للأزياج السابقة، وبعده توجهت شروح الفلكيين وتلخيصاتهم إلى الزيج الإيلخاني فقد ذاعت شهرته وعرف العلماء المسلمون فضله ودقته.
وبعد مرور حوالي ثلاثة قرون تبين نقص الزيج الإيلخاني وظهر الخلل في ضبطه بظهور فرق نحوا من ساعتين من الزمن نتيجة لتغير مواقع النجوم.
وقد ظهر هذا الفرق من عمل كاسيني في عهد الدولة العثمانية في القرن الحادي عشر / السابع عشر عندما قاس دخول الشمس في نقطة الحمل، وفي الكسوف والخسوف، وعندما استخدم آلات فلكية جديدة. وكان مرور الزمن هو السبب نفسه في تعدد الأزياج الإسلامية من بلد إلى بلد ومن زمن إلى زمن.